# North Ridgeville
North Ridgeville és una població dels Estats Units a l'estat d'Ohio. Segons el cens del 2000 tenia 22.338 habitants.

## Demografia
Segons el cens del 2000, North Ridgeville tenia 22.338 habitants, 8.356 habitatges, i 6.434 famílies. La densitat de població era de 369,1 habitants per km².
Dels 8.356 habitatges en un 32,9% hi vivien nens de menys de 18 anys, en un 65,1% hi vivien parelles casades, en un 8,5% dones solteres, i en un 23% no eren unitats familiars. En el 19,4% dels habitatges hi vivien persones soles el 6,5% de les quals corresponia a persones de 65 anys o més que vivien soles. El nombre mitjà de persones vivint en cada habitatge era de 2,65 i el nombre mitjà de persones que vivien en cada família era de 3,05.
Per edats la població es repartia de la següent manera: un 24,4% tenia menys de 18 anys, un 7% entre 18 i 24, un 30,6% entre 25 i 44, un 27,3% de 45 a 60 i un 10,7% 65 anys o més.
L'edat mediana era de 38 anys. Per cada 100 dones de 18 o més anys hi havia 93,6 homes.
La renda mediana per habitatge era de 54.482 $ i la renda mediana per família de 61.621 $. Els homes tenien una renda mediana de 42.634 $ mentre que les dones 27.379 $. La renda per capita de la població era de 22.971 $. Aproximadament el 2,3% de les famílies i el 3,2% de la població estaven per davall del llindar de pobresa.

## Poblacions més properes
El següent diagrama mostra les poblacions més properes.